# Redea
Redea is een Roemeense gemeente in het district Olt.
Redea telt 2970 inwoners.